# Symfonie nr. 15 (Brian)
Havergal Brian heeft aan zijn Symfonie nr. 15 gewerkt van februari tot en met vermoedelijk april 1960.
De symfonie maakt deel uit van een groep van zeven symfonieen (nrs. 13-19), die de componist achter elkaar op papier zetten. De meeste van die werken hebben een eendelige structuur, zo ook deze vijftiende. De componist noemde het zelf A work of power and tenderness met een opgewekte dans. Het slot is echter statig, zoals gebruikelijk bij deze componist. De muzikale vrolijkheid zorgde in ieder geval niet voor meer uitvoeringen dan andere symfonieën van hem. De Havergal Brian Society was in 2016 met niet meer dan twee uitvoeringen bekend, waarvan van de een diende voor een radio-uitzending (opname 23 juni 1976, uitzending 14 mei 1978), de andere leidde tot een plaatopname, welke 23 minuten duurt.

## Orkestratie
De symfonie schrijft behoorlijk wat mankracht voor:
- 4 dwarsfluiten (III ook piccolo), 3 hobo’s, 1 althobo,  3 klarinetten, 1 basklarinet, 4 fagotten (III ook contrafagot)
- 6 hoorns, 4 trompetten, 4 trombones, 1 eufonium, 1 tuba
- pauken, percussie (van glockenspiel tot 3x kleine trom), 2 harpen, celesta
- violen, altviolen, celli, contrabassen

Symfonie nr. 1 "Gotische"  · 2 · 3 · 4 · 5 · 6 · 7 · 8 · 9 · 10 · 11 · 12 · 13 · 14 · 15 · 16 · 17 · 18 · 19 · 20 · 21 · 22 · 23 · 24 · 25 · 26 · 27 · 28 · 29 · 30 · 31 · 32